# First Cow
First Cow es una película dramática estadounidense de 2019 dirigida por Kelly Reichardt a partir de un guion de Reichardt y Jonathan Raymond basado en la novela de Raymond de 2004 The Half-Life. Está protagonizada por John Magaro, Orion Lee, Toby Jones, Ewen Bremner, Scott Shepherd, Gary Farmer, Stephen Malkmus, Alia Shawkat y Lily Gladstone. También presenta a René Auberjonois en uno de sus últimos papeles cinematográficos.
La película tuvo su estreno mundial en el Festival de Cine de Telluride el 30 de agosto de 2019 y fue seleccionada para competir por el Oso de Oro en la sección principal del 70.º Festival Internacional de Cine de Berlín. Fue estrenada en cines por A24 en los Estados Unidos el 6 de marzo de 2020 y lanzada en plataformas VOD el 10 de julio de 2020, con elogios de la crítica. Ganó el premio a la Mejor Película en los Premios del Círculo de Críticos de Cine de Nueva York de 2020, y fue nombrada una de las diez mejores películas de 2020 por el Consejo Nacional de Críticos de Cine.

## Trama
En el presente, una mujer que pasea a su perro por la orilla del río descubre dos esqueletos que yacen juntos en una tumba poco profunda.
En 1820, Otis "Cookie" Figowitz es un chef tranquilo que viaja por Oregón con un grupo de cazadores de pieles ruidosos y agresivos que lo acosan por no encontrarles suficiente comida. Una noche se encuentra con King-Lu, un inmigrante chino que huye por matar a un hombre ruso. Cookie permite que Lu se esconda en su tienda para pasar la noche, y lo ve escapar por el río al día siguiente.
El grupo de Cookie llega a un fuerte. Lu lo encuentra allí, cuidando a un bebé en medio de una pelea en un bar, y lo invita a su casa. Cookie se muda y se entera de que Lu está pensando en montar una granja, mientras que Cookie habla sobre abrir una panadería o un hotel en San Francisco.
Mientras tanto, ha llegado la primera vaca lechera del puesto de fronterizo; su pareja y su cría murieron en el viaje. La dejan desatendida por la noche en las afueras de la casa del comerciante inglés más rico de la ciudad, el principal administrador del fuerte. Lu lamenta que los pobres no tengan oportunidad de salir adelante sin algún tipo de fortuna o sin cometer un delito. Cookie recuerda sus días como asistente de panadero en Boston y le dice a Lu que podría usar un poco de leche de la vaca para hacer productos horneados. Se cuelan en la propiedad del administrador por la noche. Cookie ordeña la vaca y Lu vigila desde un árbol. Se las arreglan para obtener suficiente leche para hornear un lote de bollos de mantequilla. Cookie no está satisfecho con el resultado y querría que fuesen más dulces, pero Lu señala que son mucho mejores que cualquier cosa en el puesto fronterizo, y sugiere que podrían hacer una fortuna. Cookie refina su receta y agrega miel.
Llevan su primer lote al mercado. Cuando se le pregunta por la receta, Lu afirma que es un "secreto chino". Los primeros hombres que los prueban piden con entusiasmo más, y estalla una guerra de ofertas por el último bollo. Se corre la voz y los hombres hacen cola día tras día a medida que se agotan. Un día, un hombre grande empuja a un lado a otro delgado por el último bollo, y Lu no se opone; solo se preocupa por el dinero. A medida que se hacen más ricos, deciden que es más seguro guardar su dinero en un árbol que llevarlo al banco.
El administrador prueba sus pasteles y le pide a Cookie que hornee un clafoutis, el favorito de un capitán al que quiere impresionar en su próxima reunión. Lu y Cookie entregan con orgullo el clafoutis y observan cómo el administrador ofrece té con nata al capitán y comenta que, a pesar de la buena crianza de su vaca, está produciendo muy poca leche. Lleva al capitán, al jefe, a Cookie y a Lu a ver a la vaca, que reconoce a Cookie y lo acaricia con el hocico. Cookie, sintiendo el peligro, insta a Lu a abandonar la ciudad, pero Lu lo convence de que no tienen suficiente para llegar a San Francisco y comenzar su negocio, por lo que vuelven la noche siguiente para ordeñar la vaca una vez más.
Un hombre en la finca del administrador sale a buscar un gato, y la rama del árbol donde Lu vigila se rompe antes de que Cookie escuche su llamada de advertencia. Suena la alarma y ambos salen corriendo. Después de ver el cubo y el taburete, el hombre informa al administrador de que estaban ordeñando su vaca, y éste envía a sus hombres a matar a Lu y Cookie. Cuando llegan a un río, Lu salta, pero Cookie se esconde y luego cae por una colina. Se despierta en una choza, ayudado por una pareja de ancianos nativos americanos. Dice que necesita encontrar a su amigo y pronto se va.
Lu intercambia sus botones para alquilar una canoa para ir río abajo en busca de Cookie y regresa a la choza, escondiéndose de los hombres del administrador. Recupera el dinero del árbol. Cookie regresa a la choza caminando junto a la vaca en la propiedad del administrador, ahora rodeada por una valla. Es visto por el hombre delgado que Lu ignoró en la cola del mercado, quien lo sigue con un rifle.
Cookie encuentra a Lu en la choza, y éste sugiere que cojan el próximo barco hacia el sur. Cookie no puede seguir a través del bosque y se acuesta, claramente fatigado. Lu le dice que estarán a salvo y promete vigilar. Luego se acuesta a su lado, lo tranquiliza y cierra los ojos.

## Reparto
- John Magaro como Otis "Cookie" Figowitz
- Orion Lee como King-Lu
- René Auberjonois como hombre con cuervo
- Toby Jones como administrador
- Ewen Bremner como Lloyd
- Scott Shepherd como Capitán
- Gary Farmer como Totillicum
- Lily Gladstone como esposa del administrador
- Alia Shawkat como mujer con perro
- Dylan Smith como Jack
- Stephen Malkmus como violinista
- Mitchell Saddleback como sirviente del administrador
- Jared Kasowski como Thomas
- Todd A. Robinson como trampero del fuerte

## Producción
En octubre de 2018, se anunció que Kelly Reichardt dirigiría la película, a partir de un guion que escribió junto a Jonathan Raymond. Neil Kopp, Vincent Savino, Anish Savjani, Scott Rudin y Eli Bush producirían la película bajo sus marcas FilmScience y Scott Rudin Productions, respectivamente, mientras que A24 la distribuiría.
En noviembre de 2018, René Auberjonois fue elegido para la película. En marzo de 2019, se anunció que John Magaro se había unido al elenco.
La fotografía principal comenzó en noviembre de 2018 en Oregón. La película fue filmada en una relación de aspecto de 4:3.

## Estrenos
First Cow tuvo su estreno mundial en el Festival de Cine de Telluride el 30 de agosto de 2019. Se proyectó en el Festival de Cine de Nueva York el 28 de septiembre de 2019. Aunque se estrenó en cuatro cines de EE. UU. el 6 de marzo de 2020, A24 retiró la película el 15 de marzo debido a la pandemia de COVID-19. Se lanzó para su compra en plataformas VOD el 10 de julio de 2020 y estuvo disponible para alquilar el 21 de julio.

## Recepción de la crítica
En el agregador de reseñas Rotten Tomatoes, la película tiene un índice de aprobación del 96% basado en 209 reseñas, con una puntuación promedio de 8.4/10 . El consenso crítico del sitio web dice: "First Cow encuentra a la directora Kelly Reichardt revisando territorios y temas que serán familiares para los fanáticos de su trabajo anterior, con resultados normalmente satisfactorios". En Metacritic, la película tiene una puntuación media ponderada de 89 sobre 100, basada en 44 críticos, lo que indica "reconocimiento unánime".
AA Dowd y Katie Rife de The AV Club le dieron a la película una crítica positiva y elogiaron su simplicidad y narración precisa.
A fines de 2020, 119 críticos de cine incluyeron la película en sus listas de las diez mejores del año, con 18 en el primer lugar y 20 en el segundo.